# Штейнберг Соломон Якович
Штейнберг Соломон Якович (11 квітня 1891 року, Радомишль, Радомисльський повіт, Київська губернія, Російська імперія — 15 травня 1968 року, Харків, УРСР, СРСР) — український радянський лікар, доктор медичних наук, професор, завідувач кафедри терапевтичного профілю Харківського медичного інституту 

## Життєпис
У 1910 р. вступив на природниче відділення, у 1913 р. перейшов на медичний факультет Київського університету, який закінчив з відзнакою у 1917 р.  У 1918—1929 рр. працював у госпітальній терапевтичній клініці Київського медичного інституту під безпосереднім керівництвом видатних вітчизняних вчених Стражеска М. Д., Яновського Ф. Г. та  Виноградова В. В. У 1921 році, після надання наукової праці «Клиника и патогенез пневмоперикардита», був залишений для підготовки до професорської діяльності при кафедрі госпітальної терапії у Києві на посаді «професорського стипендіата».
Докторську дисертацію на тему «Клиника и патогенез левулезурий» захистив при Українській академії наук у 1927 році, йому було присуджено звання приват-доцента.
У 1929 р. був обраний професором Дніпропетровського медичного інституту по кафедрі біологічної хімії . З 1937 р. переведений до Харкова на посаду директора Українського інституту експериментальної медицини. У 1938 р. С.Я. Штейнберг був обраний завідуючим кафедрою пропедевтики внутрішніх хвороб, з 1941 по 1947 р. очолював кафедру госпітальної терапії , а з 1947 по 1966 р. - кафедру факультетської терапії Харківського медичного інституту .
Помер Соломон Якович Штейнберг 15 травня 1968 року.

## Науковий доробок
Основні напрямки наукових досліджень професора С. Я. Штейнберга стосувалися фізіології та патології судинного тонусу, ранньої діагностики та теорій атеросклерозу, гіпертонічної хвороби , коронарної недостатності, впливу різних лікарських речовин на судинний тонус, фізіологічного та клінічного значення вмісту мікроелементів. 
Професором С. Я. Штейнбергом були запропоновані новий метод вивчення серцевої діяльності плетизмографії, який принципово відрізнявся від існуючого раніше, та оригінальна конструкція приладу тензіосцилографа. Положення про роль зовнішнього середовища, які були висловлені С. Я. Штейнбергом ще у 30-ті роки, були дуже прогресивними для свого часу і співзвучними науковим концепціям теоретичної та практичної медицини і сьогодні.
Автор 77 наукових клінічних та експериментальних праць з різноманітних питань теоретичної і практичної медицини, серед них — 5 монографій  "Современное лечение хронической недостаточности кровообращения", "Предупреждение болезней сердца и кровеносных сосудов", "О сосудорасширяющем действии ментола", "Оксигенотерапия гипертонической болезни", "Лечение гипертонической болезни алкалоидами раувольфии".
Під його керівництвом захистили кандидатські дисертації, а потім стали професорами Мала Л. Т.,   Шершнєв В. Г.,  Почепцов В. Г. ,  Доценко Я. Н.  та інші . 

## Громадська діяльність
У 1938-1941 p.p. він був відповідальним редактором журналу «Врачебное дело», членом правління Українського товариства терапевтів та правління Харківського медичного товариства, членом президії Вченої ради Наркомату охорони здоров'я УРСР, обирався депутатом Харківської міськради. 

## Память
До ювілейних дат персоналії статті із спогадами опублікувала академік Мала Любов Трохимівна. Академік відзначала 
" Моим учителем был профессор Соломон Яковлевич Штейнберг - талантливый учёный с широким диапазоном научных интересов, превосходнейший гуманный врач, требовательный, мудрый, справедливый и добрый Человек. Соломон Яковлевич был учеником академика Н.Д. Стражеско. С.Я. Штейнберга я глубоко уважала и искренне любила. Можно без преувеличения сказать, что в моей творческой судьбе ему принадлежит огромная роль. Общеизвестны слова, что истинный учитель живет двумя жизнями - своей собственной и жизнью своих учеников. У С.Я. Штейнберга было исключительно развито это чувство - жить жизнью своих учеников, понимать их, помогать и давать удивительно мудрые советы ".
Тепло згадують С.Я. Штейнберга і  його  студенти  Гречаніна О.Я., Пилипенко М.І., Дубенко Є.Г. та ін.